# The Church on Ruby Road
La iglesia de Ruby Road o rescate de Nochebuena (título original en inglés: The Church on Ruby Road) es un episodio de la serie de televisión británica de ciencia ficción Doctor Who. Se transmitió por BBC One el 25 de diciembre de 2023 como el decimocuarto especial navideño desde la reactivación del programa en 2005 y también el primero desde «Twice Upon a Time» (2017). Russell T Davies fue el encargado de escribir el guion y Mark Tonderai de dirigirlo. Los protagonistas principales son Ncuti Gatwa en su primera aparición regular como el Decimoquinto Doctor y Millie Gibson como su nueva compañera Ruby Sunday.

## Argumento
Hace diecinueve años, una misteriosa mujer encapuchada abandona a su bebé frente a una iglesia en Ruby Road. En la actualidad, la niña, Ruby Sunday, intenta en vano encontrar a sus padres biológicos mediante una prueba de ADN. Después de una entrevista con Davina McCall, Ruby experimenta repetidamente mala suerte antinatural y tiene varios encuentros con el Decimoquinto Doctor. Después de que su madre adoptiva, Carla, acoge a otro bebé, Ruby es testigo de cómo unos extraños duendes (goblins) secuestran al bebé y aborda una nave voladora en un intento por salvarla, encontrándose allí con el Doctor una vez más.
Mantenido cautivo por los duendes, el Doctor revela que los duendes han manipulado el tiempo para causar mala suerte a Ruby y se alimentan de coincidencias, es decir, Ruby y el bebé comparten un cumpleaños en Nochebuena. El Doctor y Ruby salvan al bebé de ser devorado por el rey de los duendes y lo devuelven a casa con su madre adoptiva, Carla. Sin embargo, las coincidencias que unen al Doctor y Ruby llevan a los duendes a viajar en el tiempo y comerse a Ruby cuando era un bebé y fue abandonada por su madre. El Doctor usa la TARDIS para viajar diecinueve años atrás y salvar a Ruby cuando era un bebé, destruyendo a los duendes y su nave en el proceso. De regreso a la actualidad, el Doctor se reencuentra con Ruby pero se va a la TARDIS. Sin embargo, Ruby deduce que el Doctor es un viajero en el tiempo y decide acompañarlo.

## Producción

### Desarrollo
En noviembre de 2022, la Doctor Who Magazine citó a Davies por haber escrito un episodio especial adicional fuera de los especiales del 60 aniversario de la serie.«Me siento aquí con diez guiones frente a mí (cuatro especiales y seis episodios de la nueva temporada, hasta el momento [...]) El título del episodio y la fecha de emisión oficial se anunciaron a través de un comunicado de prensa de Disney+ el 5 de noviembre de 2023.
El programa de televisión anónimo en el que aparece Ruby se inspiró en Long Lost Family, que también es presentado por McCall. El equipo de producción de Long Lost Family ayudó en su representación en «La iglesia en Ruby Road».
La escena en la que el Doctor rescata a Ruby de un muñeco de nieve gigante, seguido de él diciéndole a un policía que su novia dirá «sí» a su propuesta, fue la última escena que se agregó. Disney probó el episodio y le pidió a Russell T Davies que agregara una escena adicional al principio para poder presentar con anterioridad al Doctor. Davies se sintió positivo con la decisión y agregó: «¿Quién no quiere ver a Ncuti?».

### Casting
El 8 de mayo de 2022, Ncuti Gatwa fue seleccionado como el sucesor de Jodie Whittaker como protagonista del programa, y muchos informes, incluido el de la propia BBC, afirmaron que interpretaría al Decimocuarto Doctor y que el Decimotercer Doctor de Whittaker se regeneraría en una encarnación interpretada por Gatwa. Una aclaración posterior anunció que Gatwa en realidad interpretaría únicamente al Decimoquinto Doctor y que el Decimocuarto sería interpretado por David Tennant para los especiales de 2023. Las audiciones para la seleccionar a la que sería la próxima compañera del Doctor se llevaron a cabo el 24 de septiembre de 2022. El 18 de noviembre de 2022, durante el evento benéfico Children in Need, se anunció a Millie Gibson como Ruby Sunday la nueva acompañante del Doctor.
El 30 de noviembre de 2023, se anunció que Davina McCall aparecería en el especial, interpretandose a ella misma y que Michelle Greenidge, Angela Wynter y Anita Dobson habían sido elegidas para intepretar los personajes de Carla, la madre de Ruby Sunday, Cherry, la abuela de Ruby Sunday y la señora Flood respectivamente.
Susan Twist aparece sin acreditar como una persona que interrumpe en el concierto de la banda de Ruby, después de aparecer como la Sra. Merridew en el episodio «Wild Blue Yonder» (2023). Su regreso hizo que los fanáticos especularan que aparecería nuevamente en episodios futuros.

### Rodaje
Mark Tonderai dirigió el segundo bloque de la decimocuarta temporada, que consistía en el especial de Navidad de 2023, previamente ya había dirigido los episodios de la undécima temporada «The Ghost Monument» y «Rosa» (ambos de 2018).

## Estreno
El especial navideño se emitió el 25 de diciembre de 2023.
El episodio lo vieron 4,73 millones de espectadores durante su estreno, lo que lo convirtió en el tercer programa más visto del día de Navidad de ese año, detrás del discurso anual de Navidad del rey Carlos y Strictly Come Dancing, así como el programa dramático más visto del día. Las cifras de rating consolidadas del episodio fueron de 7,49 millones de espectadores y el episodio recibió una puntuación de índice de apreciación de 82.

## Recepción
El episodio recibió críticas generalmente positivas por parte de los medios especializados, quienes dieron la bienvenida a Gatwa y Gibson al programa. En el agregador de reseñas Rotten Tomatoes, cuenta con un índice de aprobación del 100% de la crítica especializada basándose en 27 reseñas. Su consenso afirma: «Una bienvenida avalancha de aventuras festivas, "La iglesia de Ruby Road" ve el mandato de Ncuti Gatwa como el Doctor con un comienzo feliz».
En una reseña positiva para The Guardian, Martin Belam dijo sobre la actuación de Ncuti Gatwa: «Ya sea representando a la división de salud y seguridad del gin tonic, saltando por los tejados, mostrando sus guantes de mavity o diciéndole a un policía que su prometida diría que sí», Gatwa rezumaba encanto, pero cuando era necesario, abría la seriedad como un grifo, parecía mortalmente herido porque el viaje en el tiempo se tomaba a la ligera y se apropiaba totalmente del episodio». En una reseña más crítica para el mismo periódico, la crítica de televisión Leila Latif expresó su preocupación por la excesiva dependencia del episodio del destornillador sónico, pero afirmó que «[una] nueva y encantadora era, capitaneada por Davies y Gatwa parece segura».
Ruby Sunday también recibió críticas positivas. Jordan King de la revista británica Empire elogió la dinámica del personaje con el Decimoquinto Doctor interpretado por Gatwa y comentó que «hay más que suficiente en la actuación de Gibson para sugerir profundidades mucho mayores que aún puede explorar con el personaje».
En una reseña más variada para el Daily Telegraph, Banjo Wilson consideró que el especial era una «historia confusa que voló en todas direcciones», lo calificó en general como «agitado y vacilante», pero elogió las actuaciones de los protagonistas principales Gatwa y Gibson.

## Formato doméstico
«The Church on Ruby Road» se publicó individualmente en blu-ray y DVD el 12 de febrero de 2024.

### Novela
Una novelización del episodio, escrita por Esmie Jikiemi-Pearson, se publicó en tapa dura y audiolibro el 25 de enero de 2024 como parte de la colección Target.